# Derambila macritibia
Derambila macritibia là một loài bướm đêm trong họ Geometridae.